# هانلي ستافورد
هانلي ستافورد (بالإنجليزية: Hanley Stafford)‏ هو ممثل بريطاني (وحمل سابقاً جنسية المملكة المتحدة لبريطانيا العظمى وأيرلندا)، ولد في 22 سبتمبر 1899 في المملكة المتحدة، وتوفي في 9 سبتمبر 1968 بلوس أنجلوس في الولايات المتحدة.

## وصلات خارجية
- هانلي ستافورد على موقع IMDb (الإنجليزية)
- هانلي ستافورد على موقع ديسكوغز (الإنجليزية)